# برانشفسي

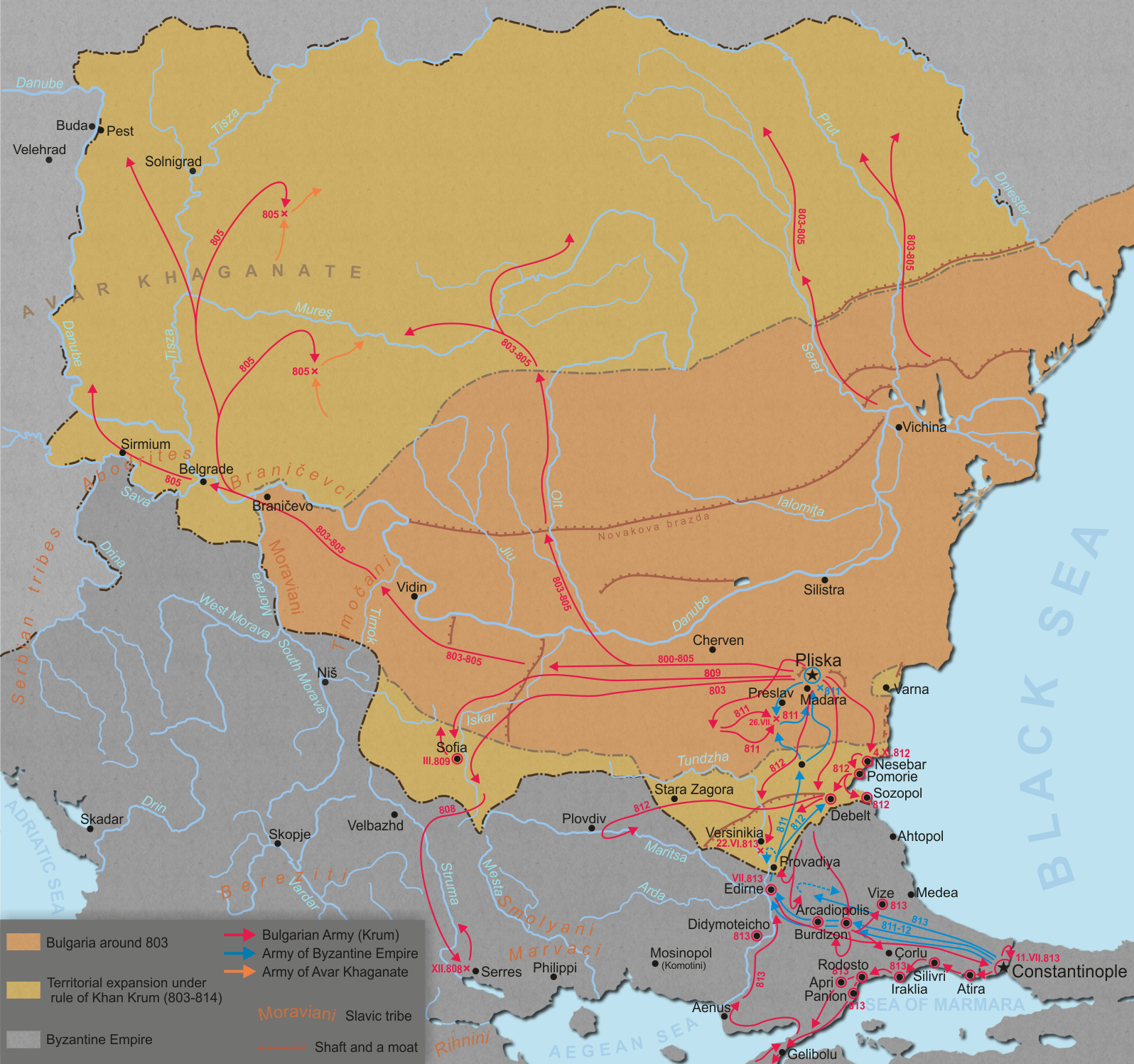
موقع برانشفسي خلال التوسع الإقليمي للإمبراطورية البلغارية الأولى كروم خان البلغار.

برانشفسي (باللغة الرومانية Branichevtsi) هي إحدى القبائل السلافية في العصور الوسطى المبكرة التي وجدت في القرن التاسع وعاشت في صربيا الشرقية الحديثة، الواقعة في شرق نهر مورافا في منطقة برانشيفو، والتي سميت بهذا الاسم نسبة إلى هذه القيبلة.
ويعود أصل الكلمة إلى braniti se (بمعنى "يدافع")؛ بالسلافية البدائية *borniti، ذات الصلة بكلمة bòriti se (بمعنى "يحارب، يكافح").
وقد تعرضت القبيلة للغزو على يد خان كروم البلغاري في عام 805 بعد الميلاد، مع اثنتين غيرها من القبائل وهما تيموتشاني وأوبترايتس. وضم الخان الأراضي التي من شأنها أن تصبح بمثابة حدود لصربيا وفرانكس، حيث استبدل بقادتهم آخرين من بلغاريا.
وفي عام 818 إبان حكم أومرتاج (814-836)، ثارت القبيلة مع غيرها من القبائل التي تقع على الحدود ضد الإصلاح الإداري الذي حرمهم من الكثير من سلطتهم المحلية وفصلهم عن بلغاريا.
ثم أصبحوا تحت حكم الفرانكيين عام 822. وأصبحت قبائل تيموك وبرانشيفو محل نزاع بين الفرانكيين والبلغاريين، فأرسل الخان سفراءه عام 824 و826 لإيجاد حل لمشكلة الحدود، ولكنها قوبلت بالتجاهل. وفي وقت لاحق، ضمت الإمبراطورية البلغارية هذه المنطقة مجددًا.
وذكر المسعودي القبيلة عند قيامه بتعداد لقبائل السلاف في أعماله التاريخية باسم برانيكابين (Branicabin).
وفي عام 1291، هزم ستيفان دراغوتين، ملك الصرب اثنين من الحكام البلغاريين المحليين، دارمان وكودلين، وللمرة الأولى، أصبح الإقليم في أيدي الصرب.
انظر أيضًا
- قائمة القبائل السلافية في العصور الوسطى
- برانشيفو (منطقة)